# Pigdon
Pigdon är en ort i civil parish Meldon, i grevskapet Northumberland i England. Orten är belägen 5 km från Morpeth. Pigdon var en civil parish 1866–1955 när det uppgick i Meldon. Civil parish hade 52 invånare år 1951.